# Pauridiantha pleiantha
Pauridiantha pleiantha är en måreväxtart som beskrevs av Ntore och Steven Dessein. Pauridiantha pleiantha ingår i släktet Pauridiantha och familjen måreväxter. Inga underarter finns listade i Catalogue of Life.